# (596543) Ubu
(596543) Ubu ist ein Asteroid des äußeren Hauptgürtels, der vom französischen Informatiker und Amateurastronomen Jean-Claude Merlin am 6. November 2005 am vollautomatischen Ritchey-Chrétien-81-cm-Teleskop des Tenagra II Observatory in Nogales, Arizona (IAU-Code 926) entdeckt wurde. Das Teleskop konnte Merlin bei der Entdeckung von Frankreich aus ansteuern.
Der Asteroid wurde am 15. Juli 2024 nach Père Ubu benannt, dem Protagonisten der Ubu-Trilogie von Alfred Jarry. Père Ubu wurde zum ersten Mal erwähnt im Theaterstück König Ubu, das seine Uraufführung 1896 hatte. Nach Alfred Jarry war 2021 der ebenfalls von Jean-Claude Merlin entdeckte Asteroid des inneren Hauptgürtels (475080) Jarry benannt worden.